# Harveys Supermarkets

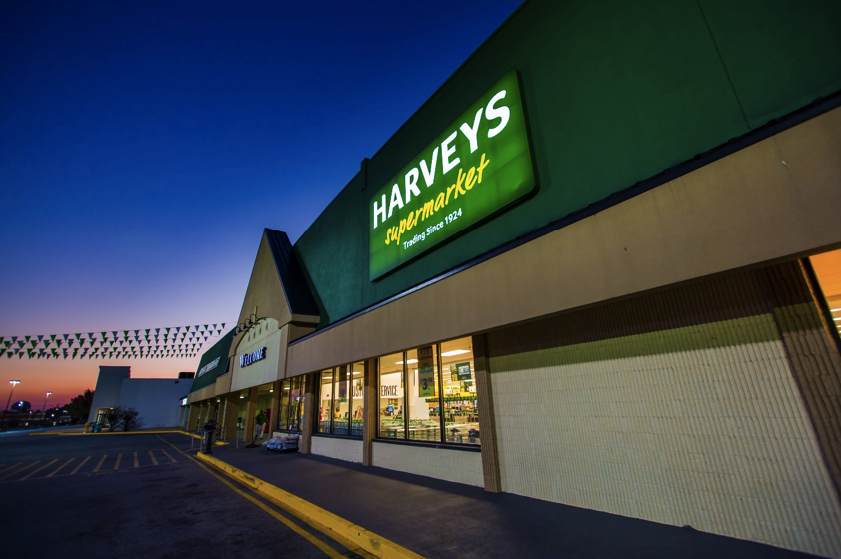
Filiale in Albany, Georgia (2018).

J.M. Harvey Co., LLC, ist eine amerikanische Supermarktkette mit 67 Filialen (Stand 2022) in Georgia und Florida, die unter dem Namen Harveys Supermarkets firmiert. Das Unternehmen ist eine Tochtergesellschaft von Southeastern Grocers. Im August 2023 wurde der Verkauf von Harveys, zusammen mit einer weiteren Southeastern Grocers-Tochter, Winn-Dixie, an ALDI zum ersten Halbjahr 2024 bekanntgegeben. Im Februar 2025 wurden jedoch 170 Filialen zurückgekauft.

## Geschichte

### Gründung und Wachstum
1910 eröffneten J. M. und Iris Harvey ursprünglich ihr erstes Lebensmittelgeschäft als Nebenerwerb in ihrem Wohnzimmer, um ihre Haushaltseinkünfte aufzubessern. 1924 gab J. M. Harvey seine Vollzeittätigkeit bei einer Eisenbahn-Gesellschaft auf und das Ehepaar eröffnete ein Lebensmittelgeschäft in Nashville, Georgia. Ihr Sohn, Joseph Hillman Harvey Jr., half bereits als Fünfjähriger in dem Geschäft ab 1934 mit, in dem er gekühlte Getränke an Kunden ausschenkte. 21-Jährig, nach Beendigung des Colleges, stieg er 1950 in die Geschäftsführung mit seinem Vater ein und sie firmierten in J.H. Harvey Co. Inc. um. Bis 1981 wurden 21 Supermärkte eröffnet. Durch Zukäufe wuchs die Kette bis 2003 auf 43 Märkte und wurde dann von der belgischen Delhaize Group für 21,6 Millionen USD übernommen.

### Zugehörigkeit zur Delhaize Group
Nach der Übernahme behielt Harveys seine Selbständigkeit und arbeitete mit der Schwesterkette Food Lion zusammen: Mehr als ein Dutzend Food-Lion-Filialen wurden in Harveys umbenannt; Beschaffung, Lieferkette und Back-Office-Funktionen wurden von Food Lion übernommen; während die Harveys-Geschäftsführung ihren Hauptsitz weiterhin in Nashville, Georgia, hatte. Sie unterstand nunmehr der Food Lion-Geschäftsführung in Salisbury, North Carolina.
Im Mai 2006 gab Harveys bekannt, dass es sein Lager- und Vertriebszentrum in Nashville, Georgia, schließen wird, um die Kosten zu senken und die Ressourcen von Food Lion zu verbessern, wovon etwa 200 Mitarbeiter betroffen waren. Food Lion unterstütze die Harveys-Läden über seine eigenen Vertriebszentren in South Carolina und Florida.

### Zugehörigkeit zu Bi-LO und Southeastern Grocers
Im Mai 2013 wurde Harveys zusammen mit den Schwester-Supermarktketten Sweetbay und Reid's von der Delhaize Gruoup für 265 Millionen USD an BI-LO Holdings, LLC verkauft. 2015 wurde Southeastern Grocers von Lone Star Funds als neue Muttergesellschaft für BI-LO, Harveys und Winn-Dixie gegründet.

### Verkauf an Aldi
Am 16. August 2023 wurden alle Harveys-Filialen von Southeastern Grocers an Aldi-Süd verkauft, die Standorte sollen im ersten Halbjahr 2024 entweder unter dem Namen Harveys weitergeführt oder auf die Marke ALDI umgestellt werden.

### Rückkauf
Im Februar 2025 gab die Konzernmutter Southeastern Grocers bekannt, dass 170 Harvey’s- und Winn-Dixie-Filialen von Aldi Süd zurückgekauft worden sind.